# مجموعه محدب

مجموعه محدب

مجموعه غیر محدب

مجموعهٔ کوژ یا مجموعهٔ محدب، زیرمجموعه‌ای از فضای اقلیدسی است که هر ترکیب محدب از هر دو عضو دلخواه آن عضوش باشد. به بیان دیگر، مجموعه‌ای را محدب می‌نامیم، که هر پاره‌خط واصل دو نقطهٔ دلخواه آن به طور کامل درونش قرار گیرد.

## تعریف
گوییم {\displaystyle k\subset \mathbb {R} ^{n}} مجموعه‌ای محدب است، اگر هر ترکیب محدب از هر دو عضو {\displaystyle k} همچنان عضو {\displaystyle k} باشد. یعنی اگر {\displaystyle {\tilde {x}}\in k} و {\displaystyle {\hat {y}}\in k} آنگاه به ازای هر {\displaystyle 0\leq \alpha \leq 1} داشته باشیم {\displaystyle \alpha {\tilde {x}}+(1-\alpha ){\hat {y}}\in k}.